# 朱利亚街

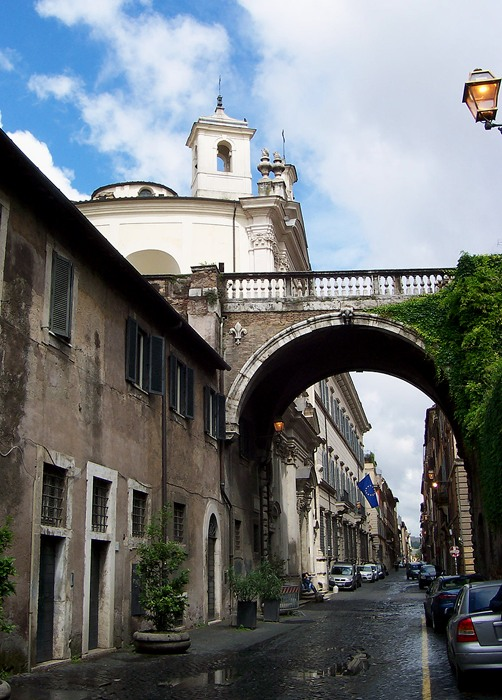

朱利亚街（Via Giulia）是意大利罗马历史中心的一条街道，大部分在雷戈拉区，只有北部属于属于庞特区。这是文艺复兴罗马最重要的城市规划项目之一。
朱利亚街由儒略二世设计，但最初的计划只有部分实施。这是自古罗马时期以来欧洲的第一次城市更新的尝试，穿过罗马的核心地带，开辟了一条新的大道。朱利亚街顺着台伯河的急转弯，从西斯都桥直线到达佛罗伦萨的圣若望圣殿。此后，这里成为十六世纪资产阶级和佛罗伦萨社区建造新建筑的最时尚的街道。今天，它仍是罗马的精英购物街之一，以古董店而闻名。